# Piotr Dzieduszycki
Piotr Dzieduszycki, właściwie Piotr Andrzej Maria Dzieduszycki (ur. 12 lutego 1946 w Genewie, zm. 27 czerwca 2014 w Bydgoszczy) – polski socjolog i dziennikarz, działacz społeczny.

## Życiorys
Pochodził z polskiej rodziny o korzeniach arystokratycznych. Ojciec - hr. Eustachy (22.IX.1917-1997), matka Anna Lubowiedzka. Jest kuzynem Wojciecha (Tunia) Dzieduszyckiego. Niemal 30 lat mieszkał w Brazylii. Po powrocie do Polski w 1992, był 3 lata dyrektorem protokołu dyplomatycznego i doradcą ministra spraw zagranicznych. W 1995 zrezygnował z pracy w dyplomacji i zajął się przedsiębiorczością prywatną.
W 1993 razem z ojcem oraz Wojciechem Dzieduszyckim Piotr założył „Fundację im. Dzieduszyckich”. Jednak wobec konfliktu z pozostałymi członkami rodu co do celów fundacji, faktycznie jej działalność się nie rozpoczęła. Piotr dopiero po śmierci stryjów i ojca, od 1997 wznowił prace nad powstaniem fundacji, która zaczęła działalność w 1999, organizując wystawy artystyczne na zachodniej Ukrainie i promując współpracę między regionami przygranicznymi tego kraju i Polski.
23 czerwca 2000 Piotr Dzieduszycki otrzymał we Lwowie tytuł honorowego członka Leśniczej Akademii Nauk Ukrainy.
Należał do Partii Ludowo-Demokratycznej. Jako jej kandydat startował w 2004 ze wspólnej listy KPEiR i PLD do Parlamentu Europejskiego.
W marcu 2006 Piotr Dzieduszycki został zatrzymany na granicy z Niemcami w Jędrzychowicach; w jego samochodzie znaleziono 75 kg heroiny. Wrocławska Prokuratura okręgowa oskarżyła Piotra Dzieduszyckiego o przemyt narkotyków wartych 10 milionów złotych i zarzuciła mu zorganizowany przemyt narkotyków z Ukrainy do Hiszpanii; prokurator żądał dla podejrzanego kary 9 lat więzienia. W czerwcu 2007 został (nieprawomocnie) skazany na 6 lat pozbawienia wolności. Piotr Dzieduszycki nie przyznał się do winy i wywiódł apelację od wyroku, którą Wrocławski Sąd Apelacyjny 17 października 2007 oddalił, utrzymując w mocy wyrok Sądu Okręgowego.
Jest autorem publikacji Majdan grozy i nadziei, wydanej w języku polskim i ukraińskim (Wydawnictwo Adam Marszałek, Toruń 2005).
Małżonki - Vera Cressoni Van de Velde (ślub: około 1970 r.) oraz Natalia Dzieduszycka (z domu Marunycz, ślub: około 2000 r.).